# Standardní atmosféra
Standardní atmosféra je mezinárodně dohodnutý model (ideální) atmosféry odvozený ze stavu atmosféry Země. Je určen zejména pro potřeby letectví. Na úrovni ideální mořské hladiny je teplota vzduchu 15 °C a tlak 1 013,25 hPa. Do 11 km teplota s výškou klesá 0,006 5 °C/m, mezi 11 a 20 km se nemění, od 20 do 32 km roste 0,001 °C/m, od 32 do 47 km roste 0,002 8 °C/m a od 47 do 51 km se teplota s výškou nemění.

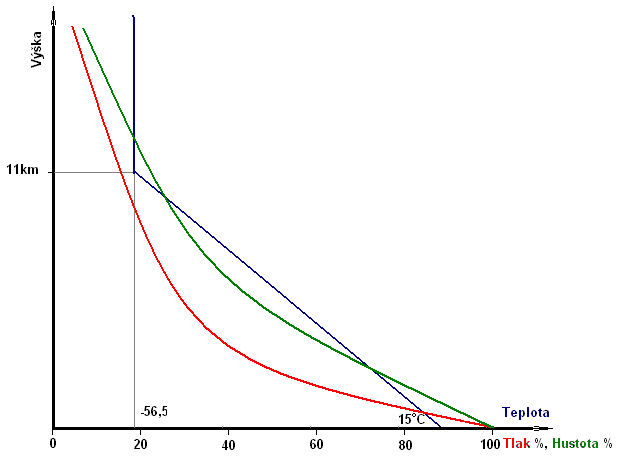
Průběh MSA s výškou do 11 km

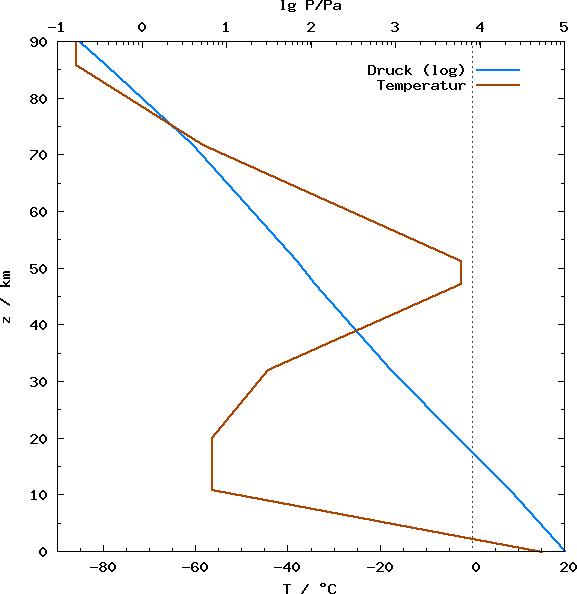
Průběh MSA s výškou do 90 km

MSA (Mezinárodní standardní atmosféra) je zjednodušený model zemské atmosféry.
MSA byla zavedena v roce 1952 ICAO.
Pohyb těles ve vzduchu je ovlivněn jeho vlastnostmi – hustotou, tlakem a teplotou. Tyto vlastnosti nejsou všude stejné, ale mění se s časem, zeměpisnou polohou a hlavně s výškou.
Model MSA nepočítá s kolísáním v poloze a čase a každé výšce přiřazuje jednu hodnotu hustoty, tlaku a teploty. To nám umožňuje například navrhovat letadla a rakety, porovnávat jejich výkony nebo jednotně ocejchovat tlakoměrné přístroje (výškoměr, rychloměr, variometr).
Hodnoty MSA odpovídají průměrným hodnotám naměřeným v mírných zeměpisných šířkách.

## Popis MSA
Model předpokládá že:
- atmosféra je homogenní, složení vzduchu 78 % dusík, 21 % kyslík, 1 % ostatní plyny
- vzduch je ideální plyn, tj. platí stavová rovnice plynů
- tíhové zrychlení je konstantní {\displaystyle g=9{,}81\,\mathrm {m/s^{2}} }
- podmínky ve výšce {\displaystyle H=0\,\mathrm {m} } (při hladině moře)
  - tlak vzduchu 1 013,25 hPa
  - hustota vzduchu 1,225 kg/m3
  - teplota vzduchu 15 °C
- až do výšky 11 km (tj. až do tropopauzy) klesá teplota o 6,5 stupně Celsia na 1 000 m, potom zůstává konstantní -56,5 °C

## Složení vzduchu
| Plyn                | Zastoupení [%] | Molární hmotnost [kg/kmol] |
| ------------------- | -------------- | -------------------------- |
| Dusík (N2)          | 78,084         | 28,013 4                   |
| Kyslík (O2)         | 20,947 6       | 31,998 8                   |
| Argon (Ar)          | 0,934          | 39,948                     |
| Oxid uhličitý (CO2) | 0,031 4        | 44,009 95                  |

## Rychlost zvuku
Rychlost zvuku je dána vztahem:
{\displaystyle a={\sqrt {\varkappa rT}}},
kde {\displaystyle \varkappa ={c_{p} \over c_{V}}={7 \over 5}=1{,}4} je Poissonova konstanta.

## Výpočet hodnot pro výšky menší než 11 km
- Teplota

{\displaystyle t=15-0{,}006\,5H}
- Tlak

{\displaystyle p=1\,013{,}25\left(1-{\frac {H}{44\,308}}\right)^{5{,}255\,3}}
- Hustota

{\displaystyle q=1{,}225\left(1-{\frac {H}{44\,308}}\right)^{4{,}255\,3}}
(H je nadmořská výška v metrech)